# Sophie Walker
Sophie Walker (Blackpool, 27 de maio de 1971) é uma jornalista e política britânica. Desde julho de 2015, lidera o partido Women's Equality. Foi candidata à prefeitura de Londres nas eleições de 5 de maio de 2016, conseguindo 250.000 votos.

## Trajetória
Sophie Walker tem sido repórter e editora em Reuters durante duas décadas. Como jornalista tem trabalhado em temas econômicos em Paris, Washington e Londres e no Iraque, Afeganistão e Paquistão.
A sua filha mais elha foi diagnosticada com síndrome de Asperger em 2010. Demoraram cinco anos para diagnosticá-la, como a maioria das investigações relacionadas com esta condição e outros tipos de autismo.
Escreveu um blog sobre sua experiência; que foi publicado posteriormente como livro com o título Grace Under Pressure ("Grace baixo pressão"). Também se somou ao ativismo da Sociedade Nacional do Autismo, no Reino Unido.

### Partido de Igualdade das Mulheres
Desde o 22 de julho de 2015, Sophie Walker lidera o partido Women's Equality (WEP), fundado pela também jornalista Catherine Mayer e a humorista Sandi Toksvig em 8 de março de 2015. O partido defende a representação igualitária no Parlamento, o fim da diferença salarial de gênero, a igualdade de participação na vida familiar (incluindo a licença parental compartilhada para os novos pais), a educação igualitária, a igualdade de trato nos meios de comunicação (pondo fim ao body shaming e à hipersexualização na publicidade) e o fim de todo tipo de violência contra as mulheres.

### Eleições municipais de Londres
Sophie Walker apresentou-se às eleições à prefeitura de Londres de 2016. Conseguiu 250.000 mil votos em primeira e segunda opção no primeiro turno, um resultado que ela considera "muito digno". Ao longo da campanha, ela afirmou:
| “               | Em Londres, há sempre um debate sobre habitação, uma vez que a procura é enorme. No entanto, fui a única candidata que perguntou: "Tendo em conta que a diferença salarial entre homens e mulheres é de 23%, o que é que consideramos ser habitação a preços acessíveis? Outros candidatos falaram sobre o crime com facas, mas só eu falei sobre o que podemos fazer para diminuir as taxas de violência doméstica na cidade. | ” |
| — Sophie Walker | |   |

## Vida pessoal
Sophie Walker é casada com Christopher Naylor, executivo do Conselho Barking and Dagenham.